# Stanley-Cup-Playoffs 2021
Die Playoffs um den Stanley Cup des Jahres 2021 begannen am 15. Mai 2021 und endeten am 7. Juli 2021 mit dem 4:1-Erfolg der Tampa Bay Lightning gegen die Canadiens de Montréal. Die Lightning verteidigten somit ihren Titel aus dem Vorjahr, während sie nach 2004 ihren insgesamt dritten Titel gewannen. Wie im letzten Jahr wurde Nikita Kutscherow bester Scorer der Playoffs, während sein Landsmann Andrei Wassilewski die Conn Smythe Trophy als MVP der Postseason erhielt.
Ursprünglich war der Beginn der Playoffs für den 8. Mai 2021 geplant, der jedoch um eine Woche verschoben wurde, da acht Partien der Vancouver Canucks aufgrund eines COVID-19-Ausbruchs nachgeholt werden mussten. Dies hatte nicht nur zur Folge, dass sich Playoffs und reguläre Saison zeitlich überlappten, sondern auch, dass die Mannschaften teilweise deutlich zeitversetzt in die Postseason starteten. Der Modus wurde derweil erneut deutlich geändert und orientierte sich an dem rein auf Divisions basierenden Format der Hauptrunde. Während in Kanada zu Beginn noch vor leeren Rängen gespielt wurde und die Zuschauerzahlen auch im Verlauf begrenzt blieben, erlaubten die Behörden in den USA einigen Teams sogar, ihre Arenen auf volle Kapazität zu füllen.
Erstmals seit 1966 waren alle in diesem Jahr qualifizierten Mannschaften bereits in den Playoffs des Vorjahres vertreten, was jedoch hauptsächlich an der erhöhten Teilnehmerzahl der Playoffs 2020 lag. Darüber hinaus zogen mit den Lightning, den Islanders und den Golden Knights drei von vier Halbfinalisten des letzten Jahres auch in dieser Postseason in die Runde der letzten Vier ein, was erstmals seit 1992 geschah. Derweil verpassten die Buffalo Sabres zum zehnten Mal in Folge die Playoffs, womit sie einen gemeinsam von Edmonton und Florida gehaltenen NHL-Negativrekord einstellten.

## Modus
Der Modus der Playoffs 2021 entsprach im Wesentlichen dem der Jahre 1982 bis 1993. Wie bereits in der regulären Saison wurde möglichst innerhalb der jeweiligen Divisions gespielt, um Reisekilometer und vor allem Grenzübertritte zu minimieren. In den ersten beiden Runden spielte jede der vier Divisions ihren Sieger aus, wobei die vier besten Teams jeder Division qualifiziert waren und initial der Erste auf den Vierten und der Zweite auf den Dritten traf. Anschließend wurden die vier Divisionssieger nach den in der Hauptrunde erspielten Punkten neu gesetzt und traten nach dem gleichen Prinzip (1 gegen 4, 2 gegen 3) gegeneinander an, sodass hier das zuvor übliche, Conference-basierte Format verlassen wurde. Die beiden Sieger spielten dann im Finale um den Stanley Cup. Ob die Mannschaften ab dem Halbfinale klassische Heimspiele austragen oder auf das im Vorjahr erprobte Prinzip der „Bubble“ – eines alleinigen Austragungsortes für alle Teams – zurückgegriffen wird, blieb vorerst unklar, wobei die Teams letztlich in ihren Heimspielstätten auflaufen konnten.
Alles Serien wurden nach dem üblichen Best-of-Seven-Modus ausgetragen, während auch die weiteren klassischen Playoff-Regularien wie die fortlaufende Overtime mit Sudden Death unverändert blieben.

## Qualifizierte Teams
| North Division - N1: Toronto Maple Leafs - N2: Edmonton Oilers - N3: Winnipeg Jets - N4: Canadiens de Montréal East Division - E1: Pittsburgh Penguins - E2: Washington Capitals - E3: Boston Bruins - E4: New York Islanders | Central Division - C1: Carolina Hurricanes - C2: Florida Panthers - C3: Tampa Bay Lightning - C4: Nashville Predators West Division - W1: Colorado Avalanche - W2: Vegas Golden Knights - W3: Minnesota Wild - W4: St. Louis Blues |

## Playoff-Baum
|  | Erste Runde                                            | Erste Runde           | Erste Runde          |    |                       | Zweite Runde | Zweite Runde | Zweite Runde |  |  | Halbfinale | Halbfinale | Halbfinale |  |  | Stanley-Cup-Finale | Stanley-Cup-Finale | Stanley-Cup-Finale |
|  |                                                        |                       |                      |    |                       |              |              |              |  |  |            |            |            |  |  |                    |                    |                    |
|  | N1                                                     | Toronto Maple Leafs   | 3                    |    |                       |              |              |              |  |  |            |            |            |  |  |                    |                    |                    |
|  | N4                                                     | Canadiens de Montréal | 4                    |    |                       |              |              |              |  |  |            |            |            |  |  |                    |                    |                    |
|  | N4                                                     | Canadiens de Montréal | 4                    | N4 | Canadiens de Montréal | 4            |              |              |  |  |            |            |            |  |  |                    |                    |                    |
|  |                                                        |                       |                      | N4 | Canadiens de Montréal | 4            |              |              |  |  |            |            |            |  |  |                    |                    |                    |
|  |                                                        | N3                    | Winnipeg Jets        | 0  |                       |              |              |              |  |  |            |            |            |  |  |                    |                    |                    |
|  | N2                                                     | N3                    | Winnipeg Jets        | 0  | Edmonton Oilers       | 0            |              |              |  |  |            |            |            |  |  |                    |                    |                    |
|  | N2                                                     |                       |                      |    | Edmonton Oilers       | 0            |              |              |  |  |            |            |            |  |  |                    |                    |                    |
|  | N3                                                     | Winnipeg Jets         | 4                    |    |                       |              |              |              |  |  |            |            |            |  |  |                    |                    |                    |
|  | N3                                                     | Winnipeg Jets         | 4                    | 1  | Vegas Golden Knights  | 2            |              |              |  |  |            |            |            |  |  |                    |                    |                    |
|  |                                                        |                       |                      |    |                       |              |              |              |  |  |            |            |            |  |  |                    |                    |                    |
|  | 4                                                      | Canadiens de Montréal | 4                    |    |                       |              |              |              |  |  |            |            |            |  |  |                    |                    |                    |
|  | 4                                                      | Canadiens de Montréal | 4                    | E1 | Pittsburgh Penguins   | 2            |              |              |  |  |            |            |            |  |  |                    |                    |                    |
|  |                                                        |                       |                      | E1 | Pittsburgh Penguins   | 2            |              |              |  |  |            |            |            |  |  |                    |                    |                    |
|  | E4                                                     | New York Islanders    | 4                    |    |                       |              |              |              |  |  |            |            |            |  |  |                    |                    |                    |
|  | E4                                                     | New York Islanders    | 4                    | E4 | New York Islanders    | 4            |              |              |  |  |            |            |            |  |  |                    |                    |                    |
|  |                                                        |                       |                      | E4 | New York Islanders    | 4            |              |              |  |  |            |            |            |  |  |                    |                    |                    |
|  |                                                        | E3                    | Boston Bruins        | 2  |                       |              |              |              |  |  |            |            |            |  |  |                    |                    |                    |
|  | E2                                                     | E3                    | Boston Bruins        | 2  | Washington Capitals   | 1            |              |              |  |  |            |            |            |  |  |                    |                    |                    |
|  | E2                                                     |                       |                      |    | Washington Capitals   | 1            |              |              |  |  |            |            |            |  |  |                    |                    |                    |
|  | E3                                                     | Boston Bruins         | 4                    |    |                       |              |              |              |  |  |            |            |            |  |  |                    |                    |                    |
|  | E3                                                     | Boston Bruins         | 4                    | 4  | Canadiens de Montréal | 1            |              |              |  |  |            |            |            |  |  |                    |                    |                    |
|  | (Die Teams werden nach der zweiten Runde neu gesetzt.) |                       |                      | 4  | Canadiens de Montréal | 1            |              |              |  |  |            |            |            |  |  |                    |                    |                    |
|  |                                                        | 2                     | Tampa Bay Lightning  | 4  |                       |              |              |              |  |  |            |            |            |  |  |                    |                    |                    |
|  | C1                                                     | 2                     | Tampa Bay Lightning  | 4  | Carolina Hurricanes   | 4            |              |              |  |  |            |            |            |  |  |                    |                    |                    |
|  | C1                                                     |                       |                      |    | Carolina Hurricanes   | 4            |              |              |  |  |            |            |            |  |  |                    |                    |                    |
|  | C4                                                     | Nashville Predators   | 2                    |    |                       |              |              |              |  |  |            |            |            |  |  |                    |                    |                    |
|  | C4                                                     | Nashville Predators   | 2                    | C1 | Carolina Hurricanes   | 1            |              |              |  |  |            |            |            |  |  |                    |                    |                    |
|  |                                                        |                       |                      | C1 | Carolina Hurricanes   | 1            |              |              |  |  |            |            |            |  |  |                    |                    |                    |
|  |                                                        | C3                    | Tampa Bay Lightning  | 4  |                       |              |              |              |  |  |            |            |            |  |  |                    |                    |                    |
|  | C2                                                     | C3                    | Tampa Bay Lightning  | 4  | Florida Panthers      | 2            |              |              |  |  |            |            |            |  |  |                    |                    |                    |
|  | C2                                                     |                       |                      |    | Florida Panthers      | 2            |              |              |  |  |            |            |            |  |  |                    |                    |                    |
|  | C3                                                     | Tampa Bay Lightning   | 4                    |    |                       |              |              |              |  |  |            |            |            |  |  |                    |                    |                    |
|  | C3                                                     | Tampa Bay Lightning   | 4                    | 2  | Tampa Bay Lightning   | 4            |              |              |  |  |            |            |            |  |  |                    |                    |                    |
|  |                                                        |                       |                      |    |                       |              |              |              |  |  |            |            |            |  |  |                    |                    |                    |
|  | 3                                                      | New York Islanders    | 3                    |    |                       |              |              |              |  |  |            |            |            |  |  |                    |                    |                    |
|  | 3                                                      | New York Islanders    | 3                    | W1 | Colorado Avalanche    | 4            |              |              |  |  |            |            |            |  |  |                    |                    |                    |
|  |                                                        |                       |                      | W1 | Colorado Avalanche    | 4            |              |              |  |  |            |            |            |  |  |                    |                    |                    |
|  | W4                                                     | St. Louis Blues       | 0                    |    |                       |              |              |              |  |  |            |            |            |  |  |                    |                    |                    |
|  | W4                                                     | St. Louis Blues       | 0                    | W1 | Colorado Avalanche    | 2            |              |              |  |  |            |            |            |  |  |                    |                    |                    |
|  |                                                        |                       |                      | W1 | Colorado Avalanche    | 2            |              |              |  |  |            |            |            |  |  |                    |                    |                    |
|  |                                                        | W2                    | Vegas Golden Knights | 4  |                       |              |              |              |  |  |            |            |            |  |  |                    |                    |                    |
|  | W2                                                     | W2                    | Vegas Golden Knights | 4  | Vegas Golden Knights  | 4            |              |              |  |  |            |            |            |  |  |                    |                    |                    |
|  | W2                                                     |                       |                      |    | Vegas Golden Knights  | 4            |              |              |  |  |            |            |            |  |  |                    |                    |                    |
|  | W3                                                     | Minnesota Wild        | 3                    |    |                       |              |              |              |  |  |            |            |            |  |  |                    |                    |                    |

## Erste Runde

### North Division

#### (N1) Toronto Maple Leafs – (N4) Canadiens de Montréal
Im ersten Aufeinandertreffen der beiden kanadischen Original-Six-Vertreter seit 1979 setzten sich die Canadiens de Montréal mit 4:3 gegen die Toronto Maple Leafs durch. Trotz insgesamt 18:14 Toren und einer zwischenzeitlichen 3:1-Führung mussten die Maple Leafs die sechste Erstrunden-Niederlage in Folge hinnehmen. Zudem verloren sie saisonübergreifend acht Partien in Folge, in denen sie die Serie mit einem Sieg selbst hätten erfolgreich beenden können. In einer vergleichsweise defensiv geführten Serie überzeugten sowohl Carey Price für die Canadiens als auch Jack Campbell für die Maple Leafs, die nicht auf Frederik Andersen setzten, mit Fangquoten von über 93,0 %. Topscorer und bester Torschütze des Aufeinandertreffens wurde Torontos William Nylander mit fünf Toren und acht Scorerpunkten, während Montréals Tyler Toffoli auf fünf Punkte kam. Darüber hinaus fiel John Tavares als Kapitän der Maple Leafs nach nur knapp drei Minuten Eiszeit im ersten Spiel für den Rest der Serie verletzungsbedingt aus.
| 20. Mai 2021 19.30 Uhr (Ortszeit) | Toronto Maple Leafs William Nylander (24:28) | 1:2 (0:1, 1:0, 0:1) Spielbericht Stand: 0:1 | Canadiens de Montréal Josh Anderson (12:08) Paul Byron (52:44) | Scotiabank Arena, Toronto, Ontario Zuschauer: keine |

| 22. Mai 2021 19.00 Uhr | Toronto Maple Leafs Jason Spezza (12:25) Auston Matthews (25:15) Rasmus Sandin (33:20) William Nylander (48:50) Alexander Kerfoot (58:37) | 5:1 (1:1, 2:0, 2:0) Spielbericht Stand: 1:1 | Canadiens de Montréal Jesperi Kotkaniemi (7:57) | Scotiabank Arena, Toronto, Ontario Zuschauer: keine |

| 24. Mai 2021 19.00 Uhr | Canadiens de Montréal Nick Suzuki (33:56) | 1:2 (0:0, 1:2, 0:0) Spielbericht Stand: 1:2 | Toronto Maple Leafs William Nylander (27:18) Morgan Rielly (36:35) | Centre Bell, Montréal, Québec Zuschauer: keine |

| 25. Mai 2021 19.30 Uhr | Canadiens de Montréal | 0:4 (0:0, 0:3, 0:1) Spielbericht Stand: 1:3 | Toronto Maple Leafs William Nylander (21:27) Jason Spezza (32:28) Joe Thornton (34:56) Alex Galchenyuk (56:29) | Centre Bell, Montréal, Québec Zuschauer: keine |

| 27. Mai 2021 19.00 Uhr | Toronto Maple Leafs Zach Hyman (26:32) Jake Muzzin (46:52) Jake Muzzin (51:54) | 3:4 n. V. (0:2, 1:1, 2:0, 0:1) Spielbericht Stand: 3:2 | Canadiens de Montréal Joel Armia (5:13) Joel Armia (8:18) Jesperi Kotkaniemi (24:52) Nick Suzuki (60:59) | Scotiabank Arena, Toronto, Ontario Zuschauer: keine |

| 29. Mai 2021 19.30 Uhr | Canadiens de Montréal Corey Perry (45:26) Tyler Toffoli (46:43) Jesperi Kotkaniemi (75:15) | 3:2 n. V. (0:0, 0:0, 2:2, 1:0) Spielbericht Stand: 3:3 | Toronto Maple Leafs Jason Spezza (51:35) T. J. Brodie (56:49) | Centre Bell, Montréal, Québec Zuschauer: 2.500 |

| 31. Mai 2021 19.00 Uhr | Toronto Maple Leafs William Nylander (58:24) | 1:3 (0:0, 0:2, 1:1) Spielbericht Stand: 3:4 | Canadiens de Montréal Brendan Gallagher (23:02) Corey Perry (35:25) Tyler Toffoli (57:22) | Scotiabank Arena, Toronto, Ontario Zuschauer: 550 |

#### (N2) Edmonton Oilers – (N3) Winnipeg Jets
Die Edmonton Oilers und Winnipeg Jets traten in dieser Form erstmals in den Playoffs gegeneinander an, nachdem man sich zuletzt im Jahre 1990 als erstes Franchise der Winnipeg Jets gegenüberstand. Die Jets setzten sich mit 4:0 durch, wobei ihnen der erste Sweep der Franchise-Geschichte gelang. Die Oilers hingegen scheiterten zum zweiten Mal in Folge in der ersten Runde, obwohl sie mit Connor McDavid und Leon Draisaitl erneut die beiden besten Scorer der Hauptrunde in ihren Reihen hatten. Auch in der Postseason führten beide die Scorerliste der Oilers an, während bei den Jets unter anderem Mark Scheifele und Blake Wheeler mit je fünf Punkten überzeugten. Mit einer Fangquote von 95,0 % übertraf Winnipegs Connor Hellebuyck derweil sein Gegenüber Mike Smith (91,2 %) deutlich.
| 19. Mai 2021 19.00 Uhr (Ortszeit) | Edmonton Oilers Jesse Puljujärvi (28:24) | 1:4 (0:0, 1:1, 0:3) Spielbericht Stand: 0:1 | Winnipeg Jets Tucker Poolman (31:01) Dominic Toninato (49:14) Kyle Connor (58:13) Blake Wheeler (58:45) | Rogers Place, Edmonton, Alberta Zuschauer: keine |

| 21. Mai 2021 19.00 Uhr | Edmonton Oilers | 0:1 n. V. (0:0, 0:0, 0:0, 0:1) Spielbericht Stand: 0:2 | Winnipeg Jets Paul Stastny (64:06) | Rogers Place, Edmonton, Alberta Zuschauer: keine |

| 23. Mai 2021 18.30 Uhr | Winnipeg Jets Nikolaj Ehlers (37:13) Mathieu Perreault (51:41) Blake Wheeler (54:28) Josh Morrissey (54:44) Nikolaj Ehlers (69:13) | 5:4 n. V. (0:2, 1:1, 3:1, 1:0) Spielbericht Stand: 3:0 | Edmonton Oilers Leon Draisaitl (6:33) Leon Draisaitl (9:10) Zack Kassian (38:17) Jujhar Khaira (44:43) | Bell MTS Place, Winnipeg, Manitoba Zuschauer: keine |

| 24. Mai 2021 20.45 Uhr | Winnipeg Jets Mark Scheifele (6:16) Mason Appleton (15:55) Mark Scheifele (46:01) Kyle Connor (106:52) | 4:3 n. V. (2:1, 0:2, 1:0, 0:0, 0:0, 1:0) Spielbericht Stand: 4:0 | Edmonton Oilers Connor McDavid (7:33) Ryan Nugent-Hopkins (23:44) Alex Chiasson (36:37) | Bell MTS Place, Winnipeg, Manitoba Zuschauer: keine |

### East Division

#### (E1) Pittsburgh Penguins – (E4) New York Islanders
Wie bereits in der ersten Runde der Playoffs 2019 setzten sich die New York Islanders gegen die Pittsburgh Penguins (4:2) durch, wobei sich die Teams zum insgesamt sechsten Mal in den Playoffs gegenüberstanden. Offensiv überzeugten für die Islanders unter anderem Anthony Beauvillier und Jean-Gabriel Pageau mit jeweils sieben Scorerpunkten, während bei den Penguins mit Kris Letang ein Abwehrspieler bester Scorer (6) wurde. Insbesondere Sidney Crosby und Jake Guentzel traten mit nur je zwei Punkten vergleichsweise wenig in Erscheinung. Auf der Torhüterposition verlor New York mit der etatmäßigen, aber verletzungsbedingt angeschlagenen Nummer 1 Semjon Warlamow die Spiele 2 und 3, während dessen Landsmann Ilja Sorokin eine Fangquote von 94,3 % und einen Gegentorschnitt von 1,95 verzeichnete. Dem gegenüber zeigte Tristan Jarry auf Seiten der Penguins mit 88,8 % und 3,18 nur unterdurchschnittliche Leistungen.
| 16. Mai 2021 12.00 Uhr (Ortszeit) | Pittsburgh Penguins Frédérick Gaudreau (11:10) Sidney Crosby (23:47) Kasperi Kapanen (56:21) | 3:4 n. V. (1:1, 1:0, 1:2, 0:1) Spielbericht Stand: 0:1 | New York Islanders Kyle Palmieri (7:58) Jean-Gabriel Pageau (43:33) Brock Nelson (55:50) Kyle Palmieri (76:30) | PPG Paints Arena, Pittsburgh, Pennsylvania Zuschauer: 4.672 |

| 18. Mai 2021 19.30 Uhr | Pittsburgh Penguins Bryan Rust (3:22) Jeff Carter (13:07) | 2:1 (2:0, 0:1, 0:0) Spielbericht Stand: 1:1 | New York Islanders Josh Bailey (34:44) | PPG Paints Arena, Pittsburgh, Pennsylvania Zuschauer: 9.344 |

| 20. Mai 2021 19.00 Uhr | New York Islanders Scott Mayfield (31:03) Cal Clutterbuck (43:46) Anthony Beauvillier (45:54) Cal Clutterbuck (54:17) | 4:5 (0:1, 1:2, 3:2) Spielbericht Stand: 1:2 | Pittsburgh Penguins Kris Letang (2:01) Jeff Carter (33:33) Jason Zucker (38:03) Jeff Carter (47:00) Brandon Tanev (56:24) | Nassau Coliseum, Uniondale, New York Zuschauer: 6.800 |

| 22. Mai 2021 15.00 Uhr | New York Islanders Josh Bailey (28:07) Ryan Pulock (34:51) Oliver Wahlstrom (46:04) Jordan Eberle (46:28) | 4:1 (0:0, 2:0, 2:1) Spielbericht Stand: 2:2 | Pittsburgh Penguins Zach Aston-Reese (57:25) | Nassau Coliseum, Uniondale, New York Zuschauer: 6.800 |

| 24. Mai 2021 19.00 Uhr | Pittsburgh Penguins Jewgeni Malkin (8:20) Bryan Rust (27:37) | 2:3 n. V. (1:1, 1:0, 0:1, 0:0, 0:1) Spielbericht Stand: 2:3 | New York Islanders Anthony Beauvillier (19:05) Jordan Eberle (48:50) Josh Bailey (80:51) | PPG Paints Arena, Pittsburgh, Pennsylvania Zuschauer: 9.344 |

| 26. Mai 2021 18.30 Uhr | New York Islanders Anthony Beauvillier (5:16) Kyle Palmieri (12:25) Brock Nelson (28:35) Ryan Pulock (28:48) Brock Nelson (31:34) | 5:3 (2:2, 3:1, 0:0) Spielbericht Stand: 4:2 | Pittsburgh Penguins Jeff Carter (1:27) Jake Guentzel (11:12) Jason Zucker (21:53) | Nassau Coliseum, Uniondale, New York Zuschauer: 9.000 |

#### (E2) Washington Capitals – (E3) Boston Bruins
Erstmals seit 2012 trafen in den Playoffs wieder die Washington Capitals und die Boston Bruins aufeinander, wobei sich Boston letztlich deutlich mit 4:1 durchsetzte. Wie so häufig in den vergangenen Jahren war es erneut die Angriffsreihe um Patrice Bergeron, David Pastrňák und Brad Marchand, die mit insgesamt 13 erzielten Scorerpunkten den Unterschied für die Bruins machte. Auf Seiten der Capitals, bei denen Zdeno Chára auf seinen langjährigen Arbeitgeber traf, kam kein Akteur auf fünf oder mehr Punkte, Alexander Owetschkin und T. J. Oshie verzeichneten je derer vier. Im Tor der Bruins überzeugte Tuukka Rask mit einer Fangquote von 94,1 %, während die Capitals mit Ilja Samsonow (89,9 %), Craig Anderson (92,9 %) und Vítek Vaněček (75,0 %) gleich drei Torhüter einsetzten.
| 15. Mai 2021 19.15 Uhr (Ortszeit) | Washington Capitals Tom Wilson (6:22) Brenden Dillon (28:44) Nic Dowd (64:41) | 3:2 n. V. (1:1, 1:1, 0:0, 1:0) Spielbericht Stand: 1:0 | Boston Bruins Jake DeBrusk (13:10) Nick Ritchie (36:38) | Capital One Arena, Washington, D.C. Zuschauer: 5.333 |

| 17. Mai 2021 19.30 Uhr | Washington Capitals T. J. Oshie (6:31) Garnet Hathaway (16:42) Garnet Hathaway (47:04) | 3:4 n. V. (2:2, 0:0, 1:1, 0:1) Spielbericht Stand: 1:1 | Boston Bruins Jake DeBrusk (5:05) Patrice Bergeron (9:21) Taylor Hall (57:11) Brad Marchand (60:39) | Capital One Arena, Washington, D.C. Zuschauer: 5.333 |

| 19. Mai 2021 18.30 Uhr | Boston Bruins Taylor Hall (29:17) Brad Marchand (51:32) Craig Smith (85:48) | 3:2 n. V. (0:0, 1:2, 1:0, 0:0, 1:0) Spielbericht Stand: 2:1 | Washington Capitals Alexander Owetschkin (28:21) Nic Dowd (38:15) | TD Garden, Boston, Massachusetts Zuschauer: 4.565 |

| 21. Mai 2021 18.30 Uhr | Boston Bruins Brad Marchand (28:00) David Pastrňák (40:29) Charlie Coyle (41:03) Matt Grzelcyk (54:50) | 4:1 (0:0, 1:0, 3:1) Spielbericht Stand: 3:1 | Washington Capitals Alexander Owetschkin (44:54) | TD Garden, Boston, Massachusetts Zuschauer: 4.565 |

| 23. Mai 2021 19.00 Uhr | Washington Capitals Conor Sheary (40:11) | 1:3 (0:0, 0:2, 1:1) Spielbericht Stand: 1:4 | Boston Bruins David Pastrňák (22:28) Patrice Bergeron (34:05) Patrice Bergeron (52:25) | Capital One Arena, Washington, D.C. Zuschauer: 5.333 |

### Central Division

#### (C1) Carolina Hurricanes – (C4) Nashville Predators
Erstmals überhaupt trafen in den Playoffs die Carolina Hurricanes und die Nashville Predators aufeinander, wobei Carolina mit einem 4:2 in die nächste Runde einzog. Die Predators scheiterten damit zum dritten Mal in Folge in der ersten Runde der Postseason. Sebastian Aho, Kapitän der Hurricanes, wurde mit sieben Punkten bester Scorer der Begegnung, gefolgt von seinen Mitspielern Jordan Staal und Martin Nečas sowie den Predators Mikael Granlund und Ryan Ellis mit je fünf Punkten. Die beiden Torhüter, Rookie Alex Nedeljkovic für Carolina und Juuse Saros für Nashville, begegneten sich mit Fangquoten von jeweils knapp über 92 % auf Augenhöhe. Bemerkenswert war, dass die letzten vier Partien dieser Serie allesamt in die Overtime gingen.
| 17. Mai 2021 20.00 Uhr (Ortszeit) | Carolina Hurricanes Teuvo Teräväinen (13:41) Jordan Staal (24:19) Nino Niederreiter (42:26) Jordan Staal (48:00) Andrei Swetschnikow (58:13) | 5:2 (1:1, 1:1, 3:0) Spielbericht Stand: 1:0 | Nashville Predators Filip Forsberg (12:14) Erik Haula (28:41) | PNC Arena, Raleigh, North Carolina Zuschauer: 12.000 |

| 19. Mai 2021 20.00 Uhr | Carolina Hurricanes Sebastian Aho (8:03) Sebastian Aho (59:07) Warren Foegele (59:32) | 3:0 (1:0, 0:0, 2:0) Spielbericht Stand: 2:0 | Nashville Predators | PNC Arena, Raleigh, North Carolina Zuschauer: 12.000 |

| 21. Mai 2021 18.00 Uhr | Nashville Predators Ryan Ellis (4:35) Filip Forsberg (19:35) Mikael Granlund (34:42) Ryan Johansen (45:01) Matt Duchene (94:54) | 5:4 n. V. (2:1, 1:2, 1:1, 0:0, 1:0) Spielbericht Stand: 1:2 | Carolina Hurricanes Sebastian Aho (15:44) Jordan Staal (23:31) Vincent Trocheck (32:46) Brett Pesce (56:39) | Bridgestone Arena, Nashville, Tennessee Zuschauer: 12.135 |

| 23. Mai 2021 13.30 Uhr | Nashville Predators Luke Kunin (0:57) Ryan Johansen (24:53) Nick Cousins (43:15) Luke Kunin (96:10) | 4:3 n. V. (1:1, 1:1, 1:1, 0:0, 1:0) Spielbericht Stand: 2:2 | Carolina Hurricanes Vincent Trocheck (18:03) Brock McGinn (38:05) Brock McGinn (40:13) | Bridgestone Arena, Nashville, Tennessee Zuschauer: 12.135 |

| 25. Mai 2021 20.00 Uhr | Carolina Hurricanes Martin Nečas (14:21) Martin Nečas (52:55) Jordan Staal (62:03) | 3:2 n. V. (1:1, 0:1, 1:0, 1:0) Spielbericht Stand: 3:2 | Nashville Predators Jakow Trenin (11:44) Jakow Trenin (20:53) | PNC Arena, Raleigh, North Carolina Zuschauer: 12.000 |

| 27. Mai 2021 20.30 Uhr | Nashville Predators Nick Cousins (1:44) Mikael Granlund (21:13) Ryan Johansen (27:32) | 3:4 n. V. (1:1, 2:1, 0:1, 0:1) Spielbericht Stand: 2:4 | Carolina Hurricanes Brock McGinn (4:21) Sebastian Aho (33:34) Dougie Hamilton (53:59) Sebastian Aho (61:06) | Bridgestone Arena, Nashville, Tennessee Zuschauer: 14.107 |

#### (C2) Florida Panthers – (C3) Tampa Bay Lightning
In der ersten Playoff-Begegnung der beiden Lokalrivalen aus Florida gewannen die Tampa Bay Lightning als amtierender Stanley-Cup-Sieger gegen die Florida Panthers mit 4:2. In einer offensiv geführten Serie mit durchschnittlich fast sieben Treffern pro Spiel wurden Nikita Kutscherow (11) für Tampa und Jonathan Huberdeau (10) für Florida zu den einzigen beiden Spielern der ersten Runde, die zweistellige Scorerpunkte erreichten. Auf Seiten der Lightning überzeugten zudem erneut die Leistungsträger des Vorjahres in Person von Steven Stamkos, Alexander Killorn und Victor Hedman mit je acht Punkten sowie Torhüter Andrei Wassilewski mit einer Fangquote von 92,9 %. Dem gegenüber setzten die Panthers mit Sergei Bobrowski (84,1 %), Chris Driedger (87,1 %) und Spencer Knight (93,3 %) gleich drei verschiedene Torhüter ein, von denen nur der Rookie Knight in den letzten beiden Partien statistisch überzeugen konnte.
| 16. Mai 2021 19.30 Uhr (Ortszeit) | Florida Panthers Aleksander Barkov (9:41) Carter Verhaeghe (16:31) Jonathan Huberdeau (41:27) Owen Tippett (44:09) | 4:5 (2:1, 0:2, 2:2) Spielbericht Stand: 0:1 | Tampa Bay Lightning Blake Coleman (7:42) Nikita Kutscherow (24:58) Nikita Kutscherow (34:51) Brayden Point (53:00) Brayden Point (58:46) | BB&T Center, Sunrise, Florida Zuschauer: 9.646 |

| 18. Mai 2021 20.00 Uhr | Florida Panthers Mason Marchment (34:21) | 1:3 (0:2, 1:0, 0:1) Spielbericht Stand: 0:2 | Tampa Bay Lightning Steven Stamkos (4:52) Ondřej Palát (14:57) Yanni Gourde (58:35) | BB&T Center, Sunrise, Florida Zuschauer: 9.646 |

| 20. Mai 2021 18.30 Uhr | Tampa Bay Lightning Anthony Cirelli (21:57) Ross Colton (25:46) Steven Stamkos (28:38) Brayden Point (34:17) Alexander Killorn (38:17) | 5:6 n. V. (0:2, 5:1, 0:2, 0:1) Spielbericht Stand: 2:1 | Florida Panthers Sam Bennett (4:31) Radko Gudas (7:05) Alexander Wennberg (32:34) Patric Hörnqvist (41:45) Gustav Forsling (56:57) Ryan Lomberg (65:56) | Amalie Arena, Tampa, Florida Zuschauer: 9.508 |

| 22. Mai 2021 12.30 Uhr | Tampa Bay Lightning Anthony Cirelli (3:00) Yanni Gourde (7:24) Ondřej Palát (16:45) Alexander Killorn (25:41) Alexander Killorn (27:15) Nikita Kutscherow (44:47) | 6:2 (3:1, 2:1, 1:0) Spielbericht Stand: 3:1 | Florida Panthers Jonathan Huberdeau (8:49) Carter Verhaeghe (38:45) | Amalie Arena, Tampa, Florida Zuschauer: 9.762 |

| 24. Mai 2021 20.00 Uhr | Florida Panthers MacKenzie Weegar (26:19) Mason Marchment (36:55) Patric Hörnqvist (40:35) Frank Vatrano (59:45) | 4:1 (0:1, 2:0, 2:0) Spielbericht Stand: 2:3 | Tampa Bay Lightning Ross Colton (0:53) | BB&T Center, Sunrise, Florida Zuschauer: 11.551 |

| 26. Mai 2021 20.00 Uhr | Tampa Bay Lightning Patrick Maroon (6:16) Steven Stamkos (33:27) Brayden Point (54:36) Alexander Killorn (58:18) | 4:0 (1:0, 1:0, 2:0) Spielbericht Stand: 4:2 | Florida Panthers | Amalie Arena, Tampa, Florida Zuschauer: 10.092 |

### West Division

#### (W1) Colorado Avalanche – (W4) St. Louis Blues
Die Colorado Avalanche setzten sich als punktbestes Team und somit Presidents’-Trophy-Gewinner ungefährdet mit 4:0 gegen die St. Louis Blues durch. Es war das zweite Aufeinandertreffen beider Mannschaften in den Playoffs nach 2001, dem gleichen Jahr, in dem der Avalanche zuletzt ein Sweep gelang. Für Colorado waren es erneut die Leistungsträger um Nathan MacKinnon, Gabriel Landeskog und Mikko Rantanen, die mit insgesamt 24 Scorerpunkten den Unterschied machten. Auf Seiten der Blues, die insgesamt nur sieben Tore verzeichneten, kam kein Spieler über drei Punkte hinaus. Auch auf der Torhüterposition war Colorados Philipp Grubauer mit einer Fangquote von 93,6 % seinem Gegenüber in Person von Jordan Binnington (89,9 %) deutlich überlegen. Ab der dritten Partie mussten die Avalanche zudem auf Nazem Kadri verzichten, der nach einem Check gegen den Kopf von Justin Faulk für acht Spiele gesperrt wurde.
| 17. Mai 2021 20.00 Uhr (Ortszeit) | Colorado Avalanche Cale Makar (15:15) Nathan MacKinnon (40:30) Gabriel Landeskog (48:30) Nathan MacKinnon (59:20) | 4:1 (1:0, 0:1, 3:0) Spielbericht Stand: 1:0 | St. Louis Blues Jordan Kyrou (36:31) | Ball Arena, Denver, Colorado Zuschauer: 7.741 |

| 19. Mai 2021 20.30 Uhr | Colorado Avalanche Joonas Donskoi (0:35) Nathan MacKinnon (18:05) Joonas Donskoi (23:14) Nathan MacKinnon (55:25) Brandon Saad (57:51) Nathan MacKinnon (59:48) | 6:3 (2:0, 1:1, 3:2) Spielbericht Stand: 2:0 | St. Louis Blues Samuel Blais (36:17) Brayden Schenn (50:07) Mike Hoffman (55:40) | Ball Arena, Denver, Colorado Zuschauer: 7.739 |

| 21. Mai 2021 20.30 Uhr | St. Louis Blues Tyler Bozak (36:17) | 1:5 (0:0, 1:3, 0:2) Spielbericht Stand: 0:3 | Colorado Avalanche Ryan Graves (21:57) Alex Newhook (32:37) Tyson Jost (36:08) Brandon Saad (53:42) J. T. Compher (59:06) | Enterprise Center, St. Louis, Missouri Zuschauer: 9.000 |

| 23. Mai 2021 16.00 Uhr | St. Louis Blues Wladimir Tarassenko (24:25) Wladimir Tarassenko (48:39) | 2:5 (0:0, 1:2, 1:3) Spielbericht Stand: 0:4 | Colorado Avalanche Brandon Saad (31:37) Gabriel Landeskog (34:53) Mikko Rantanen (44:20) Nathan MacKinnon (59:04) Waleri Nitschuschkin (59:54) | Enterprise Center, St. Louis, Missouri Zuschauer: 9.000 |

#### (W2) Vegas Golden Knights – (W3) Minnesota Wild
Die Vegas Golden Knights entschieden ihre erste Playoff-Begegnung mit den Minnesota Wild mit 4:3 für sich. Trotz statistischer Überlegenheit (20:13 Tore) und zwischenzeitlicher 3:1-Führung in der Serie benötigten sie letztlich die volle Distanz von sieben Spielen, um Minnesota die fünfte Erstrunden-Niederlage in Folge zuzufügen. Offensiv traten für Vegas vor allem der zur Trade Deadline erworbene Mattias Janmark mit sechs Scorerpunkten und einem Hattrick in der entscheidenden siebten Partie sowie Kapitän Mark Stone mit vier Toren in Erscheinung, während bei den Wild kein Akteur auf mehr als drei Punkte kam. Im Tor zeigten sowohl Marc-André Fleury für Vegas (93,1 % Fangquote) als auch Cam Talbot für Minnesota (92,3 %) überzeugende Leistungen und beendeten insgesamt drei der sieben Partien mit einem Shutout.
| 16. Mai 2021 12.00 Uhr (Ortszeit) | Vegas Golden Knights | 0:1 n. V. (0:0, 0:0, 0:0, 0:1) Spielbericht Stand: 0:1 | Minnesota Wild Joel Eriksson Ek (63:20) | T-Mobile Arena, Paradise, Nevada Zuschauer: 8.683 |

| 18. Mai 2021 19.00 Uhr | Vegas Golden Knights Jonathan Marchessault (32:25) Alex Tuch (37:19) Alex Tuch (59:07) | 3:1 (0:0, 2:1, 1:0) Spielbericht Stand: 1:1 | Minnesota Wild Matt Dumba (32:07) | T-Mobile Arena, Paradise, Nevada Zuschauer: 8.683 |

| 20. Mai 2021 20.30 Uhr | Minnesota Wild Ryan Hartman (2:16) Joel Eriksson Ek (8:30) | 2:5 (2:0, 0:3, 0:2) Spielbericht Stand: 1:2 | Vegas Golden Knights Mark Stone (28:39) Patrick Brown (35:19) Reilly Smith (37:33) William Karlsson (57:36) Mark Stone (59:01) | Xcel Energy Center, Saint Paul, Minnesota Zuschauer: 4.500 |

| 22. Mai 2021 19.00 Uhr | Minnesota Wild | 0:4 (0:1, 0:2, 0:1) Spielbericht Stand: 1:3 | Vegas Golden Knights Keegan Kolesar (10:37) Alex Tuch (29:08) Mark Stone (33:41) Nicolas Roy (58:32) | Xcel Energy Center, Saint Paul, Minnesota Zuschauer: 4.500 |

| 24. Mai 2021 19.30 Uhr | Vegas Golden Knights Mark Stone (8:14) Alec Martinez (29:43) | 2:4 (1:3, 1:0, 0:1) Spielbericht Stand: 3:2 | Minnesota Wild Kirill Kaprisow (9:06) Zach Parise (11:57) Jordan Greenway (16:34) Nico Sturm (59:21) | T-Mobile Arena, Paradise, Nevada Zuschauer: 12.156 |

| 26. Mai 2021 20.00 Uhr | Minnesota Wild Ryan Hartman (44:21) Kevin Fiala (49:35) Nick Bjugstad (55:17) | 3:0 (0:0, 0:0, 3:0) Spielbericht Stand: 3:3 | Vegas Golden Knights | Xcel Energy Center, Saint Paul, Minnesota Zuschauer: 4.500 |

| 28. Mai 2021 18.00 Uhr | Vegas Golden Knights Mattias Janmark (5:09) Nicolas Hague (22:05) Max Pacioretty (27:44) Zach Whitecloud (33:38) Mattias Janmark (52:36) Mattias Janmark (56:53) | 6:2 (1:1, 3:1, 2:0) Spielbericht Stand: 4:3 | Minnesota Wild Zach Parise (16:49) Kirill Kaprisow (24:35) | T-Mobile Arena, Paradise, Nevada Zuschauer: 12.156 |

## Zweite Runde

### North Division

#### (N3) Winnipeg Jets  – (N4) Canadiens de Montréal
Aufgrund des veränderten Modus kam es mit den Winnipeg Jets gegen die Canadiens de Montréal zur ersten rein kanadischen Zweitrunden-Begegnung seit 2002 (Toronto gg. Ottawa), wobei sich die Canadiens deutlich mit 4:0 durchsetzten. Die Jets wurden damit zum elften Team der NHL-Historie, das nach einem eigenen Sweep in der folgenden Runde einen solchen hinnehmen musste. Zugleich war es das erste Aufeinandertreffen beider Teams in den Playoffs, während zumindest die beiden Städte bereits vor über 100 Jahren aufeinandertrafen, als 1908 die Montreal Wanderers den Stanley Cup gegen die Winnipeg Maple Leafs verteidigten. Carey Price ließ nur sechs Gegentreffer zu und parierte 94,2 % aller Schüsse auf sein Tor, während dies Connor Hellebuyck nur zu 90,8 % gelang und er doppelt so viele Gegentore kassierte. Im Angriff zeigten sich für Montréal Tyler Toffoli (5 Scorerpunkte) und Nick Suzuki (4) als Leistungsträger, während bei den Jets nur Kyle Connor drei Punkte (oder mehr) verzeichnete. Mark Scheifele wurde derweil in der ersten Partie nach einem späten und unnötig harten Check (Charging) gegen Jake Evans, der kurz zuvor das Empty Net Goal für Montréal erzielt hatte, für vier Partien gesperrt. Evans war in der Folge erst im Endspiel wieder einsatzbereit.
| 2. Juni 2021 18.30 Uhr (Ortszeit) | Winnipeg Jets Adam Lowry (11:52) Derek Forbort (49:22) Kyle Connor (58:18) | 3:5 (1:3, 0:0, 2:2) Spielbericht Stand: 0:1 | Canadiens de Montréal Jesperi Kotkaniemi (3:30) Eric Staal (5:10) Nick Suzuki (17:14) Brendan Gallagher (51:04) Jake Evans (59:03) | Bell MTS Place, Winnipeg, Manitoba Zuschauer: 500 |

| 4. Juni 2021 18.30 Uhr | Winnipeg Jets | 0:1 (0:0, 0:1, 0:0) Spielbericht Stand: 0:2 | Canadiens de Montréal Tyler Toffoli (21:41) | Bell MTS Place, Winnipeg, Manitoba Zuschauer: 500 |

| 6. Juni 2021 18.00 Uhr | Canadiens de Montréal Corey Perry (4:45) Artturi Lehkonen (29:24) Joel Armia (33:41) Nick Suzuki (48:52) Joel Armia (56:42) | 5:1 (1:0, 2:1, 2:0) Spielbericht Stand: 3:0 | Winnipeg Jets Adam Lowry (37:51) | Centre Bell, Montréal, Québec Zuschauer: 2.500 |

| 7. Juni 2021 20.00 Uhr | Canadiens de Montréal Erik Gustafsson (8:01) Artturi Lehkonen (19:09) Tyler Toffoli (61:39) | 3:2 n. V. (2:0, 0:2, 0:0, 1:0) Spielbericht Stand: 4:0 | Winnipeg Jets Logan Stanley (21:40) Logan Stanley (25:29) | Centre Bell, Montréal, Québec Zuschauer: 2.500 |

### East Division

#### (E3) Boston Bruins  – (E4) New York Islanders
In der zweiten Runde der East Division trafen die Boston Bruins und New York Islanders zum ersten Mal seit 1983 aufeinander, wobei die Islanders mit einem 4:2-Erfolg ins Halbfinale einzogen. Zwar stellte Boston mit David Pastrňák und Brad Marchand (jeweils 9 Punkte) die Topscorer der Serie (gegenüber Palmieri, Barzal und Pageau von New York mit jeweils 6), jedoch fehlte den Bruins das „Secondary Scoring“, die Offensivstärke der hinteren Angriffsreihen. Dem gegenüber verzeichnete bei den Islanders alle außer zwei Feldspieler mindestens einen Punkt. In einer mit durchschnittlich 6,5 Toren pro Spiel vergleichsweise offensiv geführten Serie überzeugten derweil beide Mannschaften im Powerplay, so fielen insgesamt 13 Treffer (7:6 für Boston) in Überzahl. Tuukka Rask konnte im Tor der Bruins zudem nicht an seine vorherigen Leistungen anknüpfen und wurde bei einer Fangquote von 89,7 % deutlich von seinem Gegenüber Semjon Warlamow (93,4 %) übertroffen.
| 29. Mai 2021 20.00 Uhr (Ortszeit) | Boston Bruins David Pastrňák (19:36) David Pastrňák (31:08) Charlie McAvoy (46:20) David Pastrňák (55:50) Taylor Hall (58:35) | 5:2 (1:1, 1:1, 3:0) Spielbericht Stand: 1:0 | New York Islanders Anthony Beauvillier (11:48) Adam Pelech (32:34) | TD Garden, Boston, Massachusetts Zuschauer: 17.400 |

| 31. Mai 2021 19.30 Uhr | Boston Bruins Charlie Coyle (2:38) Patrice Bergeron (50:34) Brad Marchand (55:06) | 3:4 n. V. (1:0, 0:3, 2:0, 0:1) Spielbericht Stand: 1:1 | New York Islanders Josh Bailey (26:52) Kyle Palmieri (31:00) Jean-Gabriel Pageau (37:21) Casey Cizikas (74:48) | TD Garden, Boston, Massachusetts Zuschauer: 17.400 |

| 3. Juni 2021 19.30 Uhr | New York Islanders Mathew Barzal (54:34) | 1:2 n. V. (0:1, 0:0, 1:0, 0:1) Spielbericht Stand: 1:2 | Boston Bruins Craig Smith (5:52) Brad Marchand (63:36) | Nassau Coliseum, Uniondale, New York Zuschauer: 12.000 |

| 5. Juni 2021 19.15 Uhr | New York Islanders Kyle Palmieri (26:38) Mathew Barzal (53:03) Casey Cizikas (58:57) Jean-Gabriel Pageau (59:57) | 4:1 (0:0, 1:1, 3:0) Spielbericht Stand: 2:2 | Boston Bruins David Krejčí (23:57) | Nassau Coliseum, Uniondale, New York Zuschauer: 12.000 |

| 7. Juni 2021 18.30 Uhr | Boston Bruins David Pastrňák (1:25) Brad Marchand (27:27) David Pastrňák (43:48) David Krejčí (54:43) | 4:5 (1:1, 1:3, 2:1) Spielbericht Stand: 2:3 | New York Islanders Mathew Barzal (18:49) Kyle Palmieri (24:49) Josh Bailey (34:30) Jordan Eberle (36:38) Brock Nelson (41:59) | TD Garden, Boston, Massachusetts Zuschauer: 17.400 |

| 9. Juni 2021 19.30 Uhr | New York Islanders Travis Zajac (8:52) Brock Nelson (25:20) Brock Nelson (32:39) Kyle Palmieri (36:07) Cal Clutterbuck (59:01) Ryan Pulock (59:12) | 6:2 (1:1, 3:0, 2:1) Spielbericht Stand: 4:2 | Boston Bruins Brad Marchand (17:36) Brad Marchand (45:38) | Nassau Coliseum, Uniondale, New York Zuschauer: 12.000 |

### Central Division

#### (C1) Carolina Hurricanes – (C3) Tampa Bay Lightning
Erstmals überhaupt in der Playoff-Historie standen sich im Finale der Central Division die Carolina Hurricanes und die Tampa Bay Lightning gegenüber, wobei der amtierende Stanley-Cup-Sieger aus Tampa mit einem letztlich klaren 4:1-Erfolg in die nächste Runde einzog. Andrei Wassilewski knüpfte im Tor der Lightning an seine vorherigen Leistungen an, indem er eine Fangquote von 94,0 % sowie einen Gegentorschnitt von 1,77 erreichte. Carolina wechselte nach zwei Niederlagen von Alex Nedeljkovic (91,4 %) zu Petr Mrázek (87,3 %), der in Spiel 3 zwar einen Sieg verbuchen konnte, jedoch bereits in der folgenden Partie sechs Gegentreffer hinnehmen musste, sodass in Spiel 5 wieder Rookie Nedeljkovic das Tor der Hurricanes hütete. Offensiv bestachen für die Tampa die üblichen Leistungsträger in Person von Nikita Kutscherow (7 Scorerpunkte), Brayden Point (6) und Steven Stamkos (5), während auf Seiten der Hurricanes nur Kutscherows Landsmann Andrei Swetschnikow auf mehr als vier Punkte kam.
| 30. Mai 2021 17.00 Uhr (Ortszeit) | Carolina Hurricanes Jake Bean (41:41) | 1:2 (0:0, 0:1, 1:1) Spielbericht Stand: 0:1 | Tampa Bay Lightning Brayden Point (28:15) Barclay Goodrow (52:39) | PNC Arena, Raleigh, North Carolina Zuschauer: 16.299 |

| 1. Juni 2021 19.30 Uhr | Carolina Hurricanes Andrei Swetschnikow (58:30) | 1:2 (0:0, 0:1, 1:1) Spielbericht Stand: 0:2 | Tampa Bay Lightning Alexander Killorn (27:09) Anthony Cirelli (48:06) | PNC Arena, Raleigh, North Carolina Zuschauer: 16.299 |

| 3. Juni 2021 20.00 Uhr | Tampa Bay Lightning Brayden Point (28:57) Alexander Killorn (36:18) | 2:3 n. V. (0:0, 2:2, 0:0, 0:1) Spielbericht Stand: 2:1 | Carolina Hurricanes Brett Pesce (25:15) Sebastian Aho (27:40) Jordan Staal (65:57) | Amalie Arena, Tampa, Florida Zuschauer: 13.544 |

| 5. Juni 2021 16.00 Uhr | Tampa Bay Lightning Brayden Point (14:24) Steven Stamkos (29:54) Nikita Kutscherow (34:38) Tyler Johnson (37:10) Steven Stamkos (39:37) Nikita Kutscherow (46:01) | 6:4 (1:0, 4:4, 1:0) Spielbericht Stand: 3:1 | Carolina Hurricanes Teuvo Teräväinen (24:30) Jesper Fast (25:09) Dougie Hamilton (30:35) Jaccob Slavin (32:41) | Amalie Arena, Tampa, Florida Zuschauer: 13.773 |

| 8. Juni 2021 18.30 Uhr | Carolina Hurricanes | 0:2 (0:0, 0:1, 0:1) Spielbericht Stand: 1:4 | Tampa Bay Lightning Brayden Point (24:06) Ross Colton (49:04) | PNC Arena, Raleigh, North Carolina Zuschauer: 16.299 |

### West Division

#### (W1) Colorado Avalanche – (W2) Vegas Golden Knights
Die Vegas Golden Knights gewannen ihre erste Playoff-Serie gegen die Colorado Avalanche mit 4:2 und erreichten somit zum dritten Mal in ihren ersten vier Jahren mindestens die dritte Runde der Postseason. Dem gegenüber schied mit Colorado zum sechsten Mal in Folge der jeweilige Presidents’-Trophy-Sieger spätestens in der zweiten Runde aus – und dies obwohl das Team in der Serie bereits mit 2:0 führte, was statistisch in der NHL-Historie nur in ca. 15 % der Fälle letztlich nicht zum Weiterkommen reicht. Topscorer der Serie mit jeweils sieben Punkten wurden Cale Makar als Verteidiger der Avalanche sowie Jonathan Marchessault, William Karlsson und Max Pacioretty als Angreifer der Golden Knights. Im Tor wechselte Vegas nach sieben Gegentoren im ersten Spiel von Robin Lehner zu Marc-André Fleury, der in der Folge auf eine Fangquote von 91,3 % kam und somit ebenso wie sein Gegenüber Philipp Grubauer (90,1 %) allenfalls durchschnittliche Leistungen zeigte.
| 30. Mai 2021 18.00 Uhr (Ortszeit) | Colorado Avalanche Mikko Rantanen (4:55) Gabriel Landeskog (10:13) Brandon Saad (21:04) Nathan MacKinnon (24:03) Gabriel Landeskog (34:23) Nathan MacKinnon (37:05) Cale Makar (55:49) | 7:1 (2:0, 4:1, 1:0) Spielbericht Stand: 1:0 | Vegas Golden Knights William Karlsson (34:59) | Ball Arena, Denver, Colorado Zuschauer: 10.489 |

| 2. Juni 2021 20.00 Uhr | Colorado Avalanche Brandon Saad (3:39) Tyson Jost (17:08) Mikko Rantanen (62:07) | 3:2 n. V. (2:1, 0:1, 0:0, 1:0) Spielbericht Stand: 2:0 | Vegas Golden Knights Alec Martinez (9:32) Reilly Smith (30:28) | Ball Arena, Denver, Colorado Zuschauer: 10.491 |

| 4. Juni 2021 19.00 Uhr | Vegas Golden Knights William Karlsson (24:38) Jonathan Marchessault (54:42) Max Pacioretty (55:27) | 3:2 (0:0, 1:1, 2:1) Spielbericht Stand: 1:2 | Colorado Avalanche Carl Söderberg (26:07) Mikko Rantanen (45:04) | T-Mobile Arena, Paradise, Nevada Zuschauer: 17.504 |

| 6. Juni 2021 17.30 Uhr | Vegas Golden Knights Jonathan Marchessault (7:07) Max Pacioretty (21:11) Jonathan Marchessault (31:28) Jonathan Marchessault (46:01) Patrick Brown (53:13) | 5:1 (1:1, 2:0, 2:0) Spielbericht Stand: 2:2 | Colorado Avalanche Brandon Saad (1:50) | T-Mobile Arena, Paradise, Nevada Zuschauer: 18.081 |

| 8. Juni 2021 19.00 Uhr | Colorado Avalanche Brandon Saad (19:58) Joonas Donskoi (36:28) | 2:3 n. V. (1:0, 1:0, 0:2, 0:1) Spielbericht Stand: 2:3 | Vegas Golden Knights Alex Tuch (41:03) Jonathan Marchessault (44:07) Mark Stone (60:50) | Ball Arena, Denver, Colorado Zuschauer: 10.495 |

| 10. Juni 2021 18.00 Uhr | Vegas Golden Knights Nick Holden (1:15) William Karlsson (15:06) Keegan Kolesar (34:27) Alex Pietrangelo (39:42) William Carrier (51:46) Max Pacioretty (56:50) | 6:3 (2:1, 2:2, 2:0) Spielbericht Stand: 4:2 | Colorado Avalanche Devon Toews (0:23) Mikko Rantanen (23:47) André Burakovsky (36:52) | T-Mobile Arena, Paradise, Nevada Zuschauer: 18.149 |

## Halbfinale
Zum Halbfinale wurden die verbleibenden vier Teams nach in der regulären Saison erspielten Punkten neu gesetzt. Somit trafen die Vegas Golden Knights (82) auf die Canadiens de Montréal (59) sowie die Tampa Bay Lightning (75) auf die New York Islanders (71). Für alle vier Mannschaften waren es aufgrund des Modus der Hauptrunde die ersten Begegnungen mit Vertretern aus anderen Divisions.

### (1) Vegas Golden Knights – (4) Canadiens de Montréal
Im ersten Halbfinale setzten sich die Canadiens de Montréal mit 4:2 gegen die Vegas Golden Knights durch und erhielten somit die Clarence S. Campbell Bowl, die üblicherweise an den Gewinner der Western Conference vergeben wird. Im ersten Playoff-Aufeinandertreffen beider Mannschaften galten die Canadiens im Vorfeld als Außenseiter, da sie als Vierter ihrer Division sowie als Playoff-Team mit den wenigsten Punkten in der Hauptrunde auf die zweitbeste Mannschaft der regulären Saison trafen. Zuletzt stand Montréal im Jahre 2014 in der Runde der letzten Vier, unterlag dort allerdings den New York Rangers. Die Golden Knights verloren derweil nach dem 1:4 gegen Dallas im Vorjahr ihr zweites Semifinale in Folge. Für die Canadiens war es in einer relativ ausgeglichenen Serie (15:13 Tore für Montréal, 193:165 Schüsse für Vegas) erneut Carey Price im Tor, der mit einer Fangquote von 93,3 % sowie einem Gegentorschnitt von 2,10 den Unterschied machte. Die Golden Knights setzten erneut auf das Tandem der vorherigen Runden, wobei Robin Lehner (2 Spiele, 93,3 %) bessere Leistungen zeigte als Marc-André Fleury (4 Spiele, 90,4 %). Topscorer der Serie wurden Cole Caufield und Nick Suzuki von Montréal sowie William Karlsson von Vegas mit jeweils fünf Punkten, wobei der Rookie Caufield zudem mit vier Treffern als bester Torschütze in Erscheinung trat. Darüber hinaus mussten die Canadiens ab der dritten Partie auf Cheftrainer Dominique Ducharme verzichten, der sich aufgrund eines positiven SARS-CoV-2-Testergebnisses in 14-tägige Quarantäne begeben musste. In seiner Abwesenheit nahm Assistenztrainer Luke Richardson seine Position ein.
| 14. Juni 2021 18.00 Uhr (Ortszeit) | Vegas Golden Knights Shea Theodore (9:15) Alec Martinez (22:18) Mattias Janmark (32:58) Nick Holden (50:06) | 4:1 (1:0, 2:1, 1:0) Spielbericht Stand: 1:0 | Canadiens de Montréal Cole Caufield (32:05) | T-Mobile Arena, Paradise, Nevada Zuschauer: 17.884 |

| 16. Juni 2021 18.00 Uhr | Vegas Golden Knights Alex Pietrangelo (38:46) Alex Pietrangelo (54:46) | 2:3 (0:2, 1:1, 1:0) Spielbericht Stand: 1:1 | Canadiens de Montréal Joel Armia (6:12) Tyler Toffoli (16:30) Paul Byron (37:45) | T-Mobile Arena, Paradise, Nevada |

| 18. Juni 2021 20.00 Uhr | Canadiens de Montréal Cole Caufield (23:54) Josh Anderson (58:05) Josh Anderson (72:53) | 3:2 n. V. (0:0, 1:1, 1:1, 1:0) Spielbericht Stand: 2:1 | Vegas Golden Knights Nicolas Roy (23:16) Alex Pietrangelo (42:22) | Centre Bell, Montréal, Québec Zuschauer: 3.500 |

| 20. Juni 2021 20.00 Uhr | Canadiens de Montréal Paul Byron (38:55) | 1:2 n. V. (0:0, 1:0, 0:1, 0:1) Spielbericht Stand: 2:2 | Vegas Golden Knights Brayden McNabb (50:37) Nicolas Roy (61:18) | Centre Bell, Montréal, Québec Zuschauer: 3.500 |

| 22. Juni 2021 18.00 Uhr | Vegas Golden Knights Max Pacioretty (44:09) | 1:4 (0:1, 0:2, 1:1) Spielbericht Stand: 2:3 | Canadiens de Montréal Jesperi Kotkaniemi (8:45) Eric Staal (26:32) Cole Caufield (29:49) Nick Suzuki (58:54) | T-Mobile Arena, Paradise, Nevada Zuschauer: 17.969 |

| 24. Juni 2021 20.00 Uhr | Canadiens de Montréal Shea Weber (14:06) Cole Caufield (29:36) Artturi Lehkonen (61:39) | 3:2 n. V. (1:1, 1:0, 0:1, 1:0) Spielbericht Stand: 4:2 | Vegas Golden Knights Reilly Smith (14:54) Alec Martinez (41:08) | Centre Bell, Montréal, Québec Zuschauer: 3.500 |

### (2) Tampa Bay Lightning – (3) New York Islanders
Im zweiten Halbfinale gewannen die Tampa Bay Lightning mit 4:3 gegen die New York Islanders und verteidigten somit die Prince of Wales Trophy, die sonst der Sieger der Eastern Conference erhält. Bereits im Vorjahr trafen die Teams in gleicher Runde aufeinander, wobei sich Tampa mit 4:2 durchsetzte, während es erstmals seit 2014 (Chicago gegen Los Angeles) zu einer Wiederauflage des Vorjahres im Conference-Finale kam. Insgesamt war es die vierte Begegnung beider Teams in der Postseason. Mussten die Islanders zwar mit dem 0:8 in der fünften Partie die höchste Playoff-Niederlage ihrer Franchise-Geschichte hinnehmen, so war die Serie ansonsten mit fünf mit nur einem Tor entschiedenen Spielen vergleichsweise ausgeglichen. Offensiv überzeugten vor allem Nikita Kutscherow (9 Scorerpunkte) und Brayden Point (8) für Tampa, während auf Seiten New Yorks nur Mathew Barzal (5) auf mehr als drei Punkte kam. Umgedreht blieb unter den Feldspielern der Lightning nur Verteidiger Michail Sergatschow punktlos. In einem rein russischen Torhüterduell zeigte Andrei Wassilewski (94,0 % Fangquote; 2 Shutouts) für die Lightning derweil deutlich bessere Leistungen als Semjon Warlamow (91,8 %; 7 Partien) und Ilja Sorokin (84,4 %; 1 Partie).
| 13. Juni 2021 15.00 Uhr (Ortszeit) | Tampa Bay Lightning Brayden Point (59:06) | 1:2 (0:0, 0:1, 1:1) Spielbericht Stand: 0:1 | New York Islanders Mathew Barzal (32:32) Ryan Pulock (45:36) | Amalie Arena, Tampa, Florida Zuschauer: 14.513 |

| 15. Juni 2021 20.00 Uhr | Tampa Bay Lightning Brayden Point (8:58) Ondřej Palát (33:15) Jan Rutta (42:16) Victor Hedman (49:17) | 4:2 (1:1, 1:0, 2:1) Spielbericht Stand: 1:1 | New York Islanders Brock Nelson (13:30) Mathew Barzal (56:44) | Amalie Arena, Tampa, Florida Zuschauer: 14.771 |

| 17. Juni 2021 20.00 Uhr | New York Islanders Cal Clutterbuck (37:01) | 1:2 (0:1, 1:1, 0:0) Spielbericht Stand: 1:2 | Tampa Bay Lightning Yanni Gourde (10:05) Brayden Point (39:40) | Nassau Coliseum, Uniondale, New York Zuschauer: 12.978 |

| 19. Juni 2021 20.00 Uhr | New York Islanders Josh Bailey (25:30) Mathew Barzal (33:46) Matt Martin (37:57) | 3:2 (0:0, 3:0, 0:2) Spielbericht Stand: 2:2 | Tampa Bay Lightning Brayden Point (43:45) Tyler Johnson (46:43) | Nassau Coliseum, Uniondale, New York Zuschauer: 12.978 |

| 21. Juni 2021 20.00 Uhr | Tampa Bay Lightning Steven Stamkos (0:45) Yanni Gourde (11:04) Alexander Killorn (15:27) Steven Stamkos (25:42) Ondřej Palát (35:43) Alexander Killorn (37:53) Brayden Point (41:59) Luke Schenn (52:05) | 8:0 (3:0, 3:0, 2:0) Spielbericht Stand: 3:2 | New York Islanders | Amalie Arena, Tampa, Florida Zuschauer: 14.791 |

| 23. Juni 2021 20.00 Uhr | New York Islanders Jordan Eberle (34:22) Scott Mayfield (51:16) Anthony Beauvillier (61:08) | 3:2 n. V. (0:1, 1:1, 1:0, 1:0) Spielbericht Stand: 3:3 | Tampa Bay Lightning Brayden Point (16:02) Anthony Cirelli (32:36) | Nassau Coliseum, Uniondale, New York Zuschauer: 12.978 |

| 25. Juni 2021 20.00 Uhr | Tampa Bay Lightning Yanni Gourde (21:49) | 1:0 (0:0, 1:0, 0:0) Spielbericht Stand: 4:3 | New York Islanders | Amalie Arena, Tampa, Florida Zuschauer: 14.805 |

## Stanley-Cup-Finale

### (2) Tampa Bay Lightning – (4) Canadiens de Montréal
Im Endspiel der Playoffs 2021 setzten sich die Tampa Bay Lightning mit 4:1 gegen die Canadiens de Montréal durch und gewannen somit ihren dritten Stanley Cup der Franchise-Geschichte bei der vierten Finalteilnahme. Zugleich verteidigten sie ihren Titel des Vorjahres (4:2 gegen Dallas), was zuletzt den Pittsburgh Penguins in den Jahren 2016 und 2017 gelang. Beide Teams trafen zuvor dreimal in der Postseason aufeinander, zuletzt in der zweiten Runde der Playoffs 2015. Für die Canadiens war es derweil die insgesamt 35. Finalteilnahme und die erste seit ihrem letzten Stanley-Cup-Sieg im Jahre 1993, was auch nach wie vor den letzten Erfolg einer kanadischen Mannschaft markiert. Zugleich war es die erste kanadische Finalbeteiligung seit den Vancouver Canucks im Jahre 2011.
In einer letztlich vergleichsweise einseitigen Serie (17:8 Tore für Tampa) verzeichneten bis auf Alexander Killorn, der sich in Spiel 1 das Schlüsselbein brach und ausfiel, alle Feldspieler der Lightning mindestens einen Scorerpunkt. Bester Scorer der Serie wurde abermals Nikita Kutscherow (5), der mit insgesamt 32 Punkten auch die gesamte Scorerliste der Playoffs anführte. Dies wiederholte sich ebenso aus dem Vorjahr wie der beste Torschütze in Person von Brayden Point (14). Die Conn Smythe Trophy als Most Valuable Player erhielt der russische Flügelstürmer jedoch erneut nicht – diese ging stattdessen an seinen Landsmann Andrei Wassilewski im Tor der Lightning. Er wurde damit zum ersten Torhüter seit Jonathan Quick (2012), dem diese Ehre zuteilwurde. Wassilewski parierte im Finale 94,3 % aller Schüsse und übertraf damit sein Gegenüber Carey Price (88,8 % Fangquote) deutlich. Price, der im Falle eines Sieges seines Teams einhellig als MVP-Kandidat gehandelt wurde, konnte somit nicht an seine Leistungen der vorherigen Runden anknüpfen. Die Canadiens, bei denen kein Akteur auf mehr als drei Scorerpunkte kam, mussten zudem in den ersten beiden Partien auf Cheftrainer Dominique Ducharme verzichten, der sich nach einem positiven SARS-CoV-2-Abstriches bereits seit dem Halbfinale einer 14-tägigen Quarantäne zu unterziehen hatte.
| 28. Juni 2021 20.00 Uhr (Ortszeit) | Tampa Bay Lightning Erik Černák (6:19) Yanni Gourde (25:47) Nikita Kutscherow (42:00) Nikita Kutscherow (51:25) Steven Stamkos (58:50) | 5:1 (1:0, 1:1, 3:0) Spielbericht Stand: 1:0 | Canadiens de Montréal Ben Chiarot (37:40) | Amalie Arena, Tampa, Florida Zuschauer: 15.911 |

| 30. Juni 2021 20.00 Uhr | Tampa Bay Lightning Anthony Cirelli (26:40) Blake Coleman (39:58) Ondřej Palát (55:42) | 3:1 (0:0, 2:1, 1:0) Spielbericht Stand: 2:0 | Canadiens de Montréal Nick Suzuki (30:36) | Amalie Arena, Tampa, Florida Zuschauer: 17.166 |

| 2. Juli 2021 20.00 Uhr | Canadiens de Montréal Phillip Danault (11:16) Nick Suzuki (38:04) Corey Perry (55:58) | 3:6 (1:2, 1:2, 1:2) Spielbericht Stand: 0:3 | Tampa Bay Lightning Jan Rutta (1:52) Victor Hedman (3:27) Nikita Kutscherow (21:40) Tyler Johnson (23:33) Tyler Johnson (55:19) Blake Coleman (56:48) | Centre Bell, Montréal, Québec Zuschauer: 3.500 |

| 5. Juli 2021 20.00 Uhr | Canadiens de Montréal Josh Anderson (15:39) Alexander Romanow (48:48) Josh Anderson (63:57) | 3:2 n. V. (1:0, 0:1, 1:1, 1:0) Spielbericht Stand: 1:3 | Tampa Bay Lightning Barclay Goodrow (37:20) Patrick Maroon (53:48) | Centre Bell, Montréal, Québec Zuschauer: 3.500 |

| 7. Juli 2021 20.00 Uhr | Tampa Bay Lightning Ross Colton (33:27) | 1:0 (0:0, 1:0, 0:0) Spielbericht Stand: 4:1 | Canadiens de Montréal | Amalie Arena, Tampa, Florida Zuschauer: 18.110 |

### Stanley-Cup-Sieger
Die unten genannten 23 Spieler waren durch einen Einsatz im Stanley-Cup-Finale oder dadurch, dass sie mehr als die Hälfte der Spiele der regulären Saison absolviert haben, automatisch für die Gravur auf der Trophäe qualifiziert. Bis auf David Savard, Callan Foote und Ross Colton gehörten alle Akteure bereits im Vorjahr zum Siegerkader. Patrick Maroon gewann gar seinen dritten Stanley Cup in Folge, was zuletzt einigen Spielern der Dynastie der New York Islanders Anfang der 1980er Jahre gelang. Mit mehr als einem Team – Maroon gewann 2019 mit St. Louis – schafften dies in der NHL-Historie überhaupt erst zwei Spieler, Ed Litzenberger in den 1960ern und Eddie Gerard in den 1920ern.
| Stanley-Cup-Sieger Tampa Bay Lightning | Torhüter: Curtis McElhinney, Andrei Wassilewski Verteidiger: Erik Černák, Callan Foote, Victor Hedman, Ryan McDonagh, Jan Rutta, Luke Schenn, David Savard, Michail Sergatschow Angreifer: Anthony Cirelli, Ross Colton, Blake Coleman, Barclay Goodrow, Yanni Gourde, Tyler Johnson, Mathieu Joseph, Alexander Killorn, Nikita Kutscherow, Patrick Maroon, Ondřej Palát, Brayden Point, Steven Stamkos (C) Cheftrainer: Jon Cooper General Manager: Julien BriseBois |

## Beste Scorer
Abkürzungen: Sp = Spiele, T = Tore, V = Vorlagen, Pkt = Punkte, +/− = Plus/Minus, SM = Strafminuten; Fett: Bestwert
| Spieler           | Team                  | Sp | T  | V  | Pkt | +/− | SM |
| ----------------- | --------------------- | -- | -- | -- | --- | --- | -- |
| Nikita Kutscherow | Tampa Bay Lightning   | 23 | 8  | 24 | 32  | +6  | 14 |
| Brayden Point     | Tampa Bay Lightning   | 23 | 14 | 9  | 23  | +7  | 8  |
| Steven Stamkos    | Tampa Bay Lightning   | 23 | 8  | 10 | 18  | ±0  | 4  |
| Victor Hedman     | Tampa Bay Lightning   | 23 | 2  | 16 | 18  | +1  | 8  |
| Alexander Killorn | Tampa Bay Lightning   | 19 | 8  | 9  | 17  | −1  | 6  |
| Nick Suzuki       | Canadiens de Montréal | 22 | 7  | 9  | 16  | −6  | 2  |
| William Karlsson  | Vegas Golden Knights  | 19 | 4  | 12 | 16  | +10 | 2  |
| Nathan MacKinnon  | Colorado Avalanche    | 10 | 8  | 7  | 15  | +6  | 2  |
| David Pastrňák    | Boston Bruins         | 11 | 7  | 8  | 15  | +3  | 8  |
| Mathew Barzal     | New York Islanders    | 19 | 6  | 8  | 14  | ±0  | 19 |

Die beste Plus/Minus-Statistik erreichte Ryan McDonagh der Tampa Bay Lightning mit einem Wert von +18.

## Beste Torhüter
Die kombinierte Tabelle zeigt die jeweils drei besten Torhüter in den Kategorien Gegentorschnitt und Fangquote sowie die jeweils Führenden in den Kategorien Shutouts und Siege.
Abkürzungen: Sp = Spiele, Min = Eiszeit (in Minuten), S = Siege, N = Niederlagen, OTN = Overtime-Niederlagen, GT = Gegentore, SO = Shutouts, Sv% = gehaltene Schüsse (in %), GTS = Gegentorschnitt; Fett: Saisonbestwert; Erfasst werden nur Torhüter mit mehr als 240 absolvierten Spielminuten. Sortiert nach bestem Gegentorschnitt.
| Spieler            | Team                 | Sp | Min     | S  | N | GT | SO | Sv%  | GTS  |
| ------------------ | -------------------- | -- | ------- | -- | - | -- | -- | ---- | ---- |
| Jack Campbell      | Toronto Maple Leafs  | 7  | 430:51  | 3  | 4 | 13 | 1  | 93,4 | 1,81 |
| Andrei Wassilewski | Tampa Bay Lightning  | 23 | 1389:33 | 16 | 7 | 44 | 5  | 93,7 | 1,90 |
| Marc-André Fleury  | Vegas Golden Knights | 16 | 972:52  | 9  | 7 | 33 | 1  | 91,8 | 2,04 |
| Connor Hellebuyck  | Winnipeg Jets        | 8  | 537:45  | 4  | 4 | 20 | 1  | 93,1 | 2,23 |